# Hydromys neobritannicus
Hydromys neobritannicus es una especie de roedor de la familia Muridae.

## Distribución geográfica
Se encuentra solo en Papúa Nueva Guinea.

## Estado de conservación
Se encuentra amenazada de extinción por la pérdida de su hábitat natural.